# Anton Ritthaler
Anton Ritthaler (* 22. April 1904 in München; † 1982) war ein deutscher Historiker und Publizist.

## Leben
Der Sohn des Münchner Hauptlehrers Max Ritthaler besuchte ab 1914 das Münchner Maximiliansgymnasium und legte hier 1923 die Abiturprüfung ab. Mit einem Stipendium des Maximilianeus studierte er anschließend Jura, Staatswissenschaften und Geschichte an der Universität München.
Er gehörte der DNVP an und „bereitete sich 1933 auf eine Zukunft als Abgeordneter dieser Partei vor“. Er war Mitarbeiter bei den Eisernen Blättern von Pfarrer Gottfried Traub, arbeitete 1924 bis 1941 bei den „rechtskatholisch-monarchistischen“ Gelben Heften Max Buchners mit, zuletzt als deren Herausgeber, und publizierte im Historischen Jahrbuch.
Bei den Weißen Blättern gehörte er von Anfang an zu den ständigen Mitarbeitern. Dort veröffentlichte er zahlreiche Artikel und Buchrezensionen und verteidigte im Frühjahr 1935 Hermann Oncken vor den Angriffen Walter Franks. Am 19. September 1939 wurde er als Angehöriger des bayrisch-monarchistischen Harnier-Widerstandskreies verhaftet. Er wurde jedoch tags darauf schon wieder freigelassen.
Nach dem Krieg wurde er an der Universität München promoviert und schrieb u. a. in der Zeitung Erbe und Auftrag von Tradition und Leben und arbeitete für die Neue Deutsche Biographie. Zuletzt betreute er das Hausarchiv von Louis Ferdinand Prinz von Preußen auf der Burg Hohenzollern.

## Schriften (Auswahl)
- Der Dolchstoß gegen die Monarchie. In zwei Teilen. In: Deutschlands Erneuerung 1933, Heft 3, S. 129–138 und Heft 4, S. 199–207.
- als Bearbeiter mit Wilfried von Eisenhart-Rothe: Hermann Oncken, Moritz Saemisch (Hrsg.): Vorgeschichte und Begründung des deutschen Zollvereins 1815–1834. Akten der Staaten des Deutschen Bundes und der europäischen Mächte. 3 Bände. Hobbing, Berlin 1934.
- Weltpolitische Spannungen seit Bismarck (= Schriften zur völkischen Bildung). Schaffstein, Köln 1939; 2., ergänzte Auflage 1940.
- Starkmut. Wesen, Wert, Wege. Glocken, München 1946.
- Die Verantwortung Kaiser Wilhelms II. für den Ausgang des deutschen Kaisertums. o. O. 1948 (Dissertation, Universität München, 14. August 1953).
- Kaiser Wilhelm II. Herrscher in einer Zeitenwende. Tradition und Leben, Köln 1958.
- Eine Etappe auf Hitlers Weg zur ungeteilten Macht. Hugenbergs Rücktritt als Reichsminister. In: Vierteljahrshefte für Zeitgeschichte. Jg. 8 (1960), H. 2, S. 193–219 (Digitalisat).
- Die Hohenzollern. Ein Bildwerk. Athenäum, Frankfurt am Main/Bonn 1961.
- Karl Ludwig Freiherr von und zu Guttenberg. Ein politisches Lebensbild (= Gesellschaft für Fränkische Geschichte. Heft 34). Schöningh, Würzburg 1970.
- Die Hohenzollern. Steiger, Moers 1979; 4., revidierte Auflage, Steiger, Solingen 1992.